# 文字図
文字図（もじず） は朝鮮美術の絵画の中でも、庶民によって描かれた朝鮮民画の一様式を指す。ハングルでは 「문자도」、 ハンチャでは「文字圖」と表記する。

## 概要
李王朝時代（14世紀-20世紀初頭）に多く制作されたことから、李朝民画の一様式とされる場合もある。儒教の徳目である「父母に孝行し、兄弟は仲良くし、王と国に忠誠をつくし、信念を忘れず、礼を正し、義を護り、清廉な心がけで、恥を知るべし」という倫理観を示す「孝（こう）・悌／弟／俤（てい）・忠（ちゅう）・信（しん）・礼（れい）・義（ぎ）・廉（れん）・恥（ち）」の8文字に装飾を施した絵図として表される。多くは図屏風として暮らしの中で用いられ、教育目的で主に子供部屋に設置された。

### 主な作例

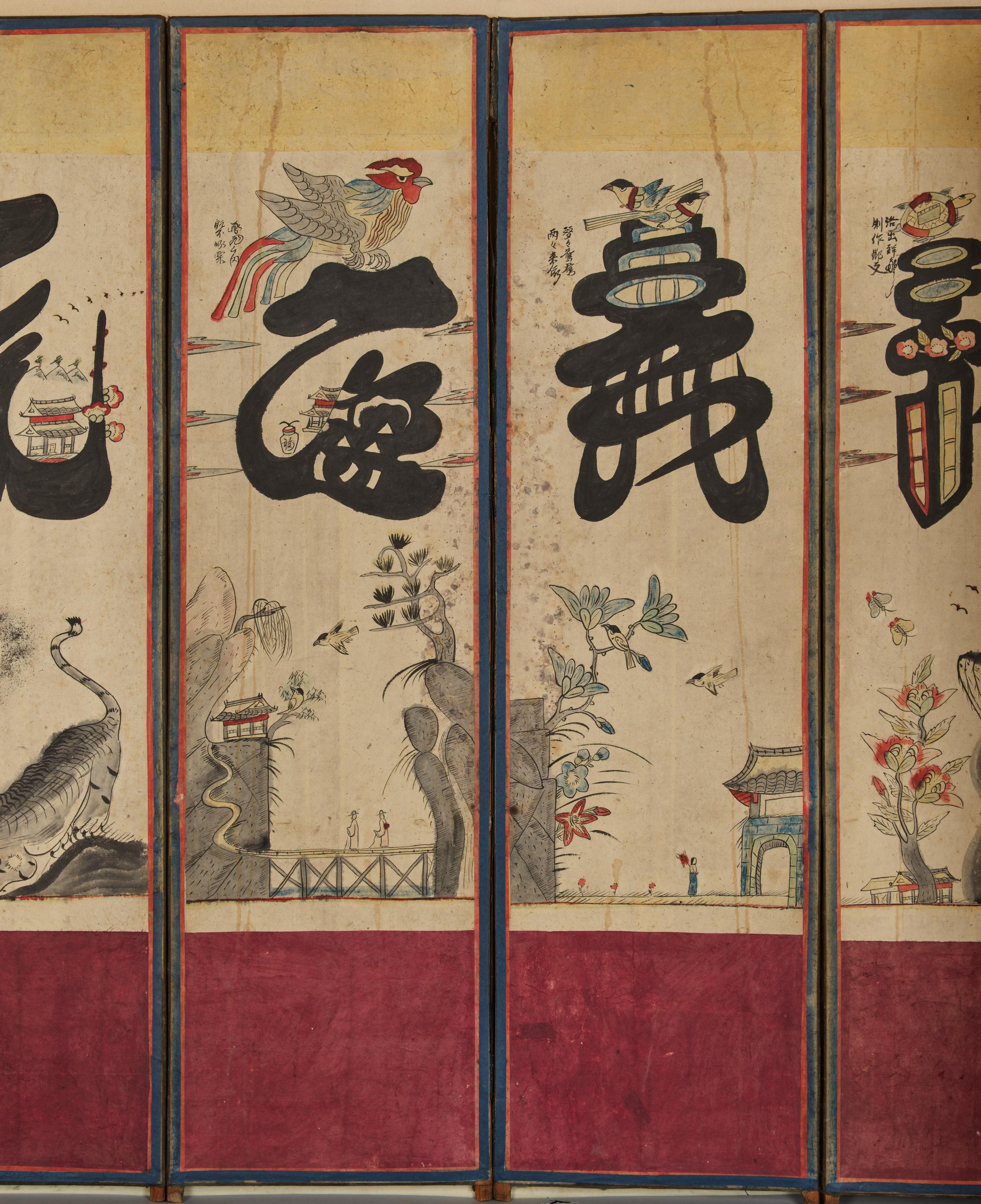
文字絵屏風、1901年制作（部分）

- 東京国立博物館所蔵 機関管理番号:TA-723『文字絵屛風』 - ColBase 国立博物館所蔵品統合検索システム

## 参考資料
- 水尾比呂志「民畫概説—柳宗悦の民畫観を中心に—」『李徴民画』講談社、1975年